# Cagiva

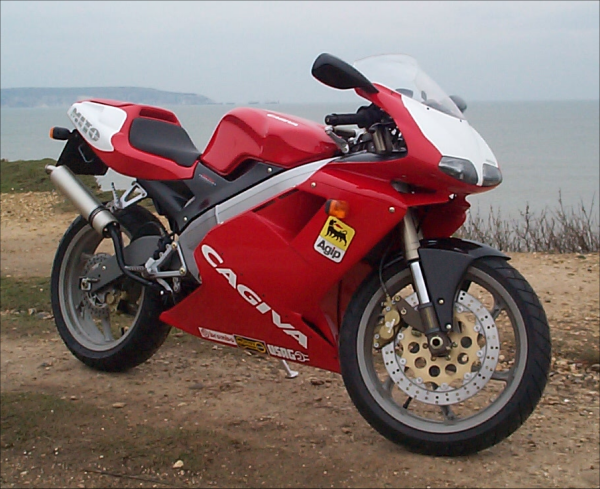
Cagiva Mito, designen är hämtad från Ducati 916

Cagiva är ett italienskt motorcykelmärke. Det grundades 1950 av Giovanni Castiglioni. Man tillverkade från början metallkomponenter, men började 1978 tillverka motorcyklar.
Cagiva köpte upp Ducati 1983 som såldes igen 1996. 1987 köpte Cagiva svenska Husqvarnas motorcykeldivision med produktlinjer inom Enduro, Motocross och Supermotard, 2007 såldes Husqvarna till BMW.
Cagiva köpte 1991 MV Agusta och bolaget bär idag detta namn. Namnet Cagiva finns kvar dock som varumärke/modellnamn på en rad modeller.
Raptor och Mito är två modeller i Cagivas nuvarande produktlinje. 
Cagiva deltog på 90-talet i bland annat roadracingens 500GP-klass men förarna Eddie Lawson och Alex Barros med viss framgång trots knappa resurser.